# 鹿塩駅
鹿塩駅（かしおえき）は、かつて兵庫県武庫郡良元村（現在の宝塚市）の京阪神急行電鉄（現在の阪急電鉄）今津線上に存在した駅である。

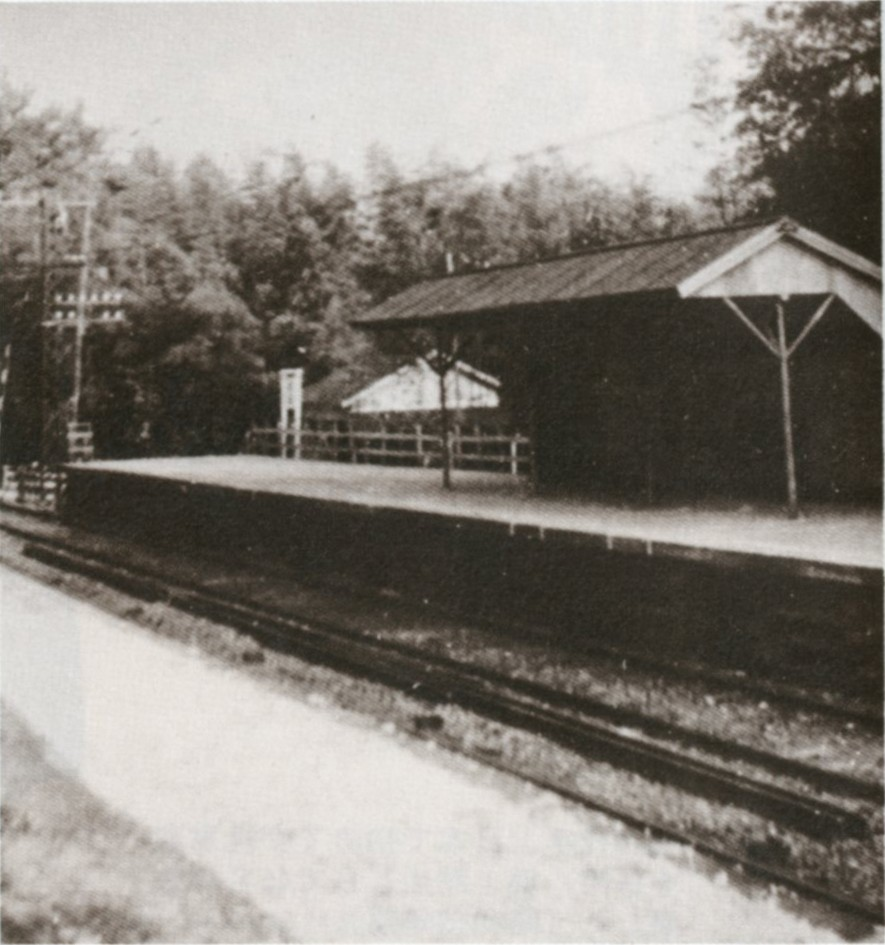
鹿塩駅ホーム

## 駅概要
大東亜戦争（太平洋戦争・第二次世界大戦）中の1943年（昭和18年）、現在の阪神競馬場にあたる場所に存在した川西航空機（現・新明和工業）宝塚製作所への通勤客輸送を図るべく、小林駅 - 仁川駅間に開設された駅である。場所は金龍寺の裏手に当たる地点で、相対式ホームが設置されていたとされる。
営業時間は通勤時間帯の朝夕に限られていたが、軍需輸送の絡みで利用客数は多く、最大時は一日に4万人の利用があったとされる。

終戦直前の1945年（昭和20年）7月24日には工場周辺が大規模な空襲を受け壊滅。そして8月15日の玉音放送による帝國陸海軍の組織的行動終了により川西航空機改め第二軍需工廠は完全に機能を停止。役目を終えたとみなされ、降伏文書調印後の同年9月21日付で廃駅とされた。

戦後、阪神競馬場が建設される際に競馬場へのアクセス、および川西改め明和興業（めいわこうぎょう、現・新明和工業）本社工場への通勤輸送はすべて仁川駅に集約され、当駅は再開されなかった。跡地には古枕木が積み重ねられわずかに駅があったことの面影を残していたが、コロナ禍中の2020年（令和2年）に撤去され、姿を消した。

## 沿革
- 1943年（昭和18年）12月15日 - 開設。
- 1945年（昭和20年）9月21日 - 廃駅。
- 2020年（令和2年）月日不明 - 跡地撤去。

## 隣の駅
京阪神急行電鉄
今津線
小林駅 - 鹿塩駅 - 仁川駅